# Eli Todd
Eli Todd (22 juillet 1769 - 17 novembre 1833,) était un pionnier américain dans le traitement des maladies mentales. Ses travaux dans le domaine de la santé mentale et du traitement de la variole ont eu une influence significative non seulement dans sa ville, Farmington au Connecticut, mais plus globalement a contribué à établir de hauts standards dans toutes les nations unies nouvellement formées (fondatrices des futurs États-Unis).

## Jeunesse
Eli Todd est né en 1769 à New Haven, Connecticut. Il a deux sœurs, Polly et Eunice, sa mère s'appelle Mary Rowe, et son père, marchand de New Haven, est mort en 1776, quelques mois avant les 7 ans d'Eli Todd. Il est alors envoyé vivre chez son grand-oncle, le révérend Todd, médecin qui résidait dans la ville de Guilford, du même État. Il reste trois ans chez lui, puis est confié à un collègue du révérend Todd, le révérend Goodrich chez qui il reçoit un enseignement de la pratique de la médecine. En 1783, à 14 ans il commence des études à l'université Yale et il obtient son diplôme avec les honneurs à 18 ans, en 1787,. Son diplôme est une étape importante de sa carrière. Il entre en apprentissage chez le Dr. Ebenezer Beardsley à New Haven, puis s'installe à son compte à Farmington à 21 ans. Il devient très rapidement le médecin favori de la communauté aisée. Il utilise des traitements non intrusifs, au contraire des habitudes de l'époque. Todd a 23 ans quand il ouvre un hôpital à Rattlesnake Mountain. Il contribue à fonder la "Hartford County and Connecticut Medical Societies", et fait partie du club de conversation. Il fonde également la "Society of Medical Friends" à Farmington, où les médecins de la région pouvaient se réunir afin de partager traitements et opinions.

## Réalisations

### Hôpital Rock
En 1791, en collaboration avec le Dr. Theodore Wadsworth, Todd obtient la permission de fonder un hôpital de variolisation à côté de l'actuelle frontière entre Farmington et Plainville. Les installations, qui prennent rapidement le nom commun de Hospital Rock, sont situées loin dans la forêt de feuillus de Rattlesnake Mountain et sont actives de 1792 à 1794. Bien que les installations n'existent plus, le rocher sur lequel l'hôpital était fondé porte toujours aujourd'hui ce nom. Les patients qui y étaient internés pouvaient recevoir courrier et colis.
Le rocher est aujourd'hui marqué de plus d'une centaine d'inscriptions gravées, parmi lesquelles on peut lire 66 noms complets, quelques noms ou initiales et quelques dates. Jusqu'à ce que la vaccination devienne systématique, l'hôpital Rock était extrêmement fréquenté. Après la généralisation du traitement et la disponibilité du vaccin, l'hôpital a été oublié au fond de son bois.

### Contributions aux soins de santé mentale
Eli Todd est un pionnier en psychiatrie. À cette époque, les traitements des patients malades mentaux étaient généralement inhumains : "Un malade mental était simplement enfermé dans un asile d'aliénés avec peu ou pas de soin, et était traité comme s'il était un criminel." Avant 1800, il n'était pas rare que les déments soient simplement enfermés et oubliés. Quelques personnes, dont Todd et Dorothea Dix, par exemple, choqués par ces traitements, ont milité dans le sens d'une meilleure considération des patients. L'asile d'aliénés du Connecticut a été construit en 1823 et ouvert aux admissions en 1824. Eli Todd en fut le premier directeur. On l'appelait communément l'asile d'Hartford et il porte maintenant le nom de The Institute of Living. Le coût de construction de l'établissement a été de $12 000, il pouvait accueillir jusqu'à 40 patients en même temps, et il leur en "coûtait $3 par semaine pour un habitant local et $4 pour une personne d'un autre État".

### Traitement et théories sur l'alcoolisme
Dès 1812, le Dr Todd reconnaît que la consommation d'alcool est un problème. Le 30 mars 1812, au cours d'une conversation avec Edward Hooker, il déclare qu'il n'y a pas de solution unique à l'alcoolisme. "Il conseille de mener l'attaque sur les trois fronts suivants : Une association d'hommes respectables devrait s'employer à rendre démodée la consommation d'alcool fort ; la création de maisons de travail pour les "personnes ivres et oisives" ; et de lourdes taxes sur les alcools locaux et importés.
Le Dr Eli Todd voyait en l'alcool "le diable visible de la journée". Le 22 février 1842, la "Washington Society of Farmington" est créée. Ils pratiquaient l'abstinence totale, et utilisaient toutes les méthodes de pression sociales pour la tempérance à Farmington. En 1847, la société comporte 569 membres. C'est une première étape de l'attaque de Todd contre l'alcoolisme.

## Vie personnelle
Après avoir obtenu son diplôme à 18 ans, Todd passe deux ans d'apprentissage à Farmington. Une fois cet apprentissage accompli il exerce la charge de médecin résident durant les 25 années suivantes à Farmington. Il prend sa retraite en 1815. Il rendait souvent visite aux fermiers afin de les aider à améliorer la productivité de leurs produits. Todd conclut que "le retour à la stabilité sociale et politique au cours des premières années d'indépendance a été indubitablement facilité par la disponibilité illimitée de terres à l'ouest".
Il n'était pas un très bon homme d'affaires, et bien que sa renommée grandisse à travers les États, il ne s'est enrichi que lorsqu'il est devenu directeur de l'asile du Connecticut. En 1796, peu après son installation à Farmington, il épouse Rachel Hills. La même année, son demi-frère Michael disparaît en mer. En 1797, sa sœur Polly meurt de fièvre pourprée. Sa mère meurt en 1806. Lorsqu'en 1811 Reuben, le frère de Rachel Hills, meurt, le couple adopte Theresa et Jennet ses deux filles. Son autre sœur Eunice se suicide (Voir ci-dessous). Rachel meurt en 1825, Eli Todd épouse alors en secondes noces Catherine la sœur cadette de Rachel. Elle lui survivra 33 ans, terminant ses jours en 1866.
L'intérêt d'Eli Todd pour la psychologie a commencé lorsqu'il a appris le suicide d'Eunice par un courrier du mari de celle-ci, en août 1829. Elle était dépressive et Todd a cru à plusieurs reprises qu'il l'avait guérie, mais elle avait toujours des rechutes. Lorsqu'elle s'est trouvée seule au milieu d'une grande ferme isolée du Vermont, elle a été poussée à bout. Il a alors construit sa théorie sur les retards mentaux (qu'on appelait folie à cette époque) en les considérant comme une maladie qui avait des causes et des soins possibles. Il a commencé son traitement révolutionnaire et a obtenu du gouvernement une grosse somme pour la construction de l'asile.